# 福音書記者

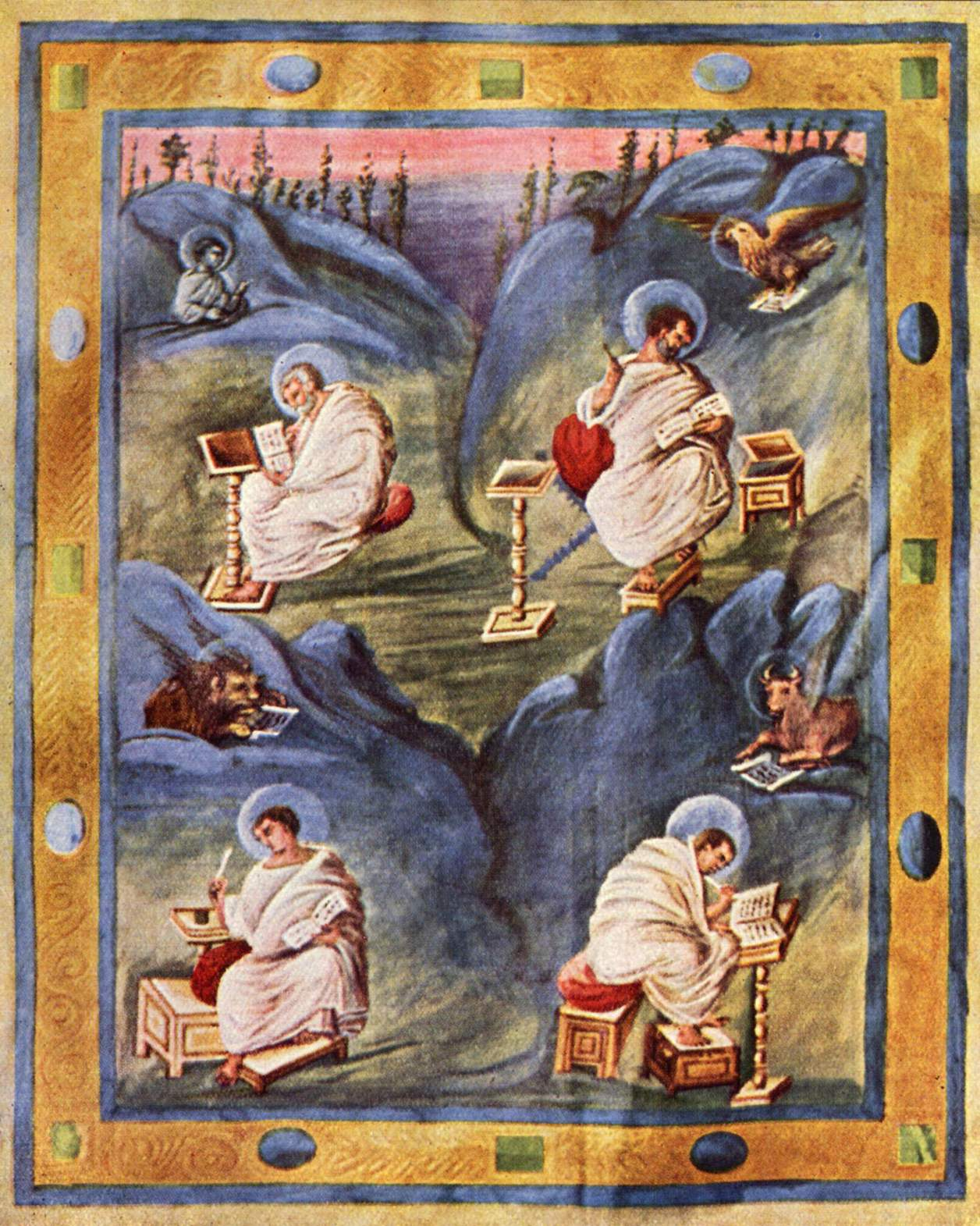
4人の福音書記者とその象徴（Karolingische Buchmalereiによる）

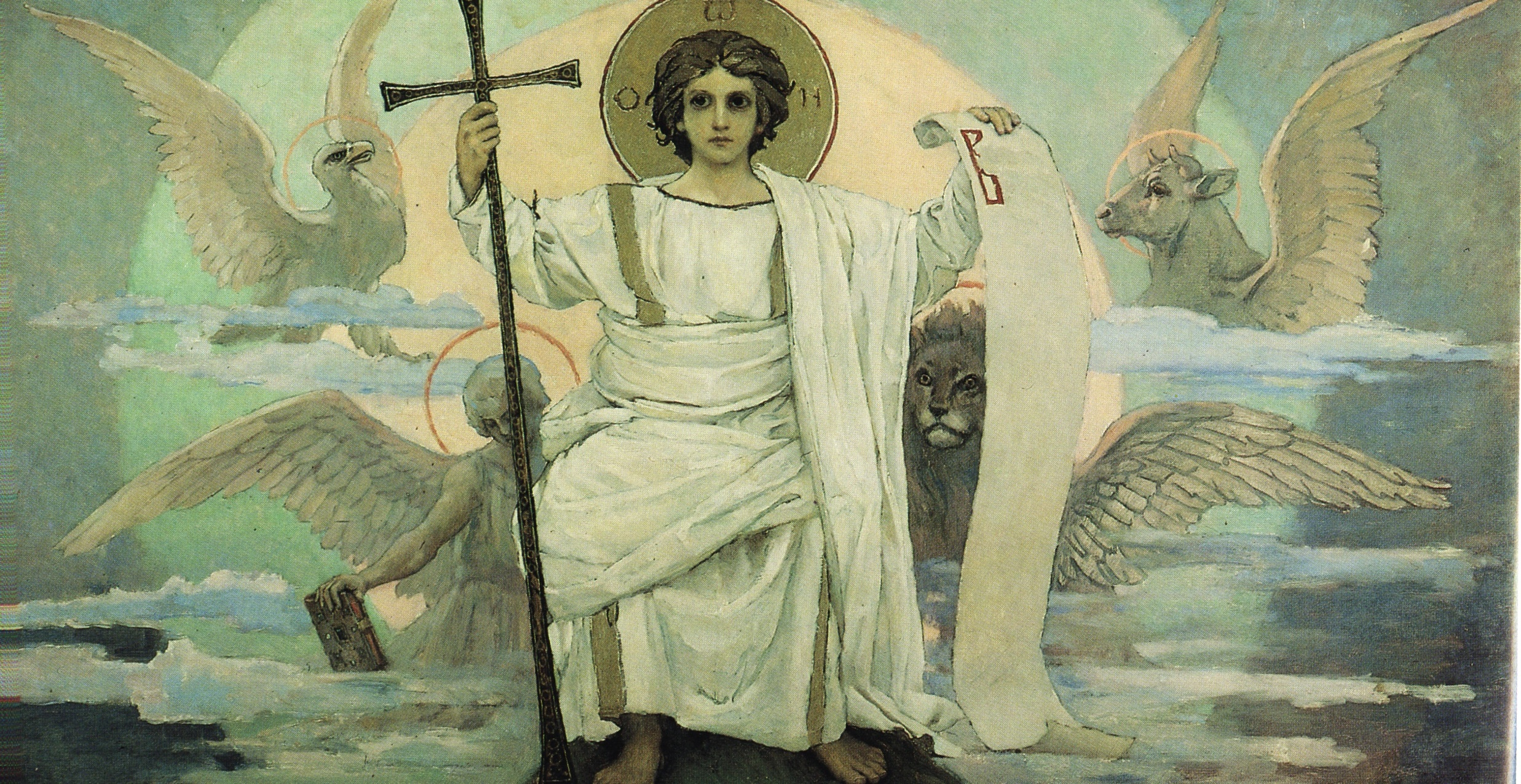
ヴィクトル・ヴァスネツォフ『神言（かみことば）と神の子』（トレチャコフ美術館蔵）
「神言（かみことば）」とはギリシャ語の"λόγος"（ロゴス）の日本正教会訳であり、ハリストス（キリスト）のこと。少年のような姿であるが題名通りハリストスを描いたもの。周りに福音記者を表す4種の象徴が描き込まれている。ロシアの大聖堂のフレスコ画のために準備された絵画。同様の構図をとったイコンがニコライ堂内に掲げられている。

福音書記者（ふくいんしょきしゃ、ドイツ語：Evangelist）とは、キリスト教の『新約聖書』に収められている四つの正典『福音書』の記者である。従って、伝統的な見地からは4名の福音書記者がいる。『マルコ福音書』のマルコ、『マタイ福音書』のマタイ、『ルカ福音書』のルカ、そして『ヨハネ福音書』の記者ヨハネである。福音史家・福音記者とも。日本正教会では聖人の称号として福音記者もしくは福音者と称される。
現代は、転じて、それら四文書の著者の呼び名として新約聖書学などで使われる一方、キリスト教信仰の現場においては、伝統的な用法も守られている。

## 概説

### 使徒としての記者
キリスト教において、四福音書が正典とされたのは紀元4世紀のことであり、伝統的に、キリスト教においては、これらの四つの『福音書』は、イエス・キリストの直弟子で使徒と呼ばれる人々が著者であると考えられて来た（ルカとマルコは幾らか異なるが、マタイとヨハネは、イエスの十二使徒のなかの二人だと伝承では考えられた）。
福音記者はマタイ、ヨハネ、ルカ及びマルコである。すなわちこれら４人のうち、最初の２人は十二使徒（マタイ10, 2-4）であり、他の２人はそれぞれパウロ及びペトロの弟子とされている。近代の研究では、これらの聖伝を批評的に分析され、マルコ及びルカをそれぞれの福音の作者とすることに支障は生じていない。しかしマタイ及びヨハネをそれぞれの福音の作者とすることの妥当性についてより厳格な姿勢を示している。この場合、福音の作者とは由来する使徒の伝承を示すのであり、作者自身が福音を書き記したのではないとされている。
これらが聖書正典として認められたのは、それが使徒の権威を持っていたからである。使徒パウロは、マタイによる福音書、ルカによる福音書が旧約聖書と同じ権威を持っていると認めた（第一テモテ5:18）。また、クレメンスの手紙で、イザヤ書とマタイの福音書が同等の権威として引用されている。
エイレナイオスは、聖書がすでに持っている権威に基づいて、教会は聖書正典を承認、保存し、受け入れるのだとした。

## 福音書記者の象徴

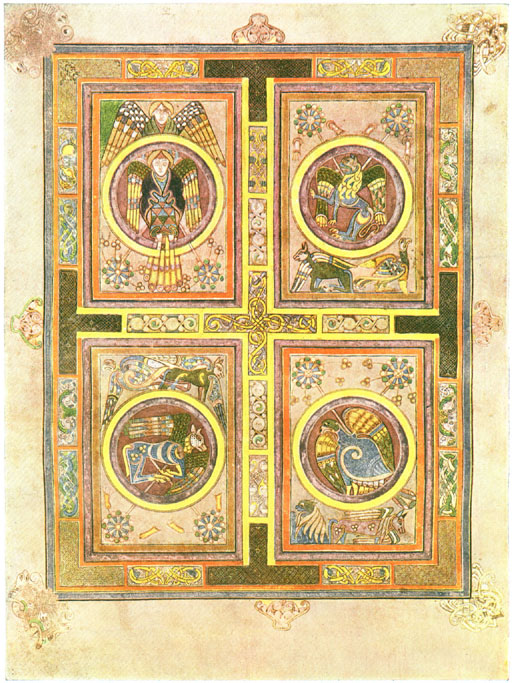
福音書記者の象徴

四人の福音書記者たちは、伝統的キリスト教美術における象徴表現では、三種類の動物と一人の人間の姿で表現された。その組み合わせは東西で若干異なる。以下西方教会での例を示す。
- マルコ － 獅子
- マタイ － 人（天使）
- ルカ － 雄牛
- ヨハネ － 鷲

### 聖書における象徴の起源
四福音書記者それぞれの象徴の起源は、『新約聖書・ヨハネの黙示録』の第4章6節－8節に記されているヨハネの幻視である、神の玉座のまわりに控える、四種類の天使的存在の記述から来ていると考えられる。
ヨハネは、六枚の翼を持ち、多数の目を持つ天使的な生き物が玉座の周囲に控えていたと記述しており、その姿は、第一が獅子、第二が雄牛、第三が人の顔、第四が鷲のような姿であったとしている。ヨハネが幻視したものは、「み使いとしての天使」ではなく、正体不明な天的存在としての天使である。
また、『旧約聖書・エゼキエル書』にも、預言者エゼキエルが不可解な四体（四人）の天的存在に出会ったことが記述されており、それは、人の姿を持つが、四枚の翼を持ち、それぞれ四つの顔を持っていたとされる（『エゼキエル書』第1章）。この四つの顔は、「人の顔」、「獅子の顔」、「牛の顔」、「鷲の顔」であったとされる。
人間も含めて、四種類の生き物は、キリスト教の解釈において、「人」は人間としてのキリストの誕生、「牛」は十字架における刑死における犠牲の動物、「獅子」は復活におけるキリスト、そして「鷲」は昇天におけるキリストであると解釈された。

### ヒエロニムスの解釈
『ウルガータ聖書』を翻訳・編纂したヒエロニムスは、それぞれの福音書記者が記した『福音書』の特徴から、このような象徴の意味を説明した。
『マタイ福音書』は、人間イエス・キリストの紹介と、彼の人間としての祖先の系譜の記述からその福音書を記している。それ故に、「翼ある人」がマタイの象徴となる。また、『マルコ福音書』では、洗礼者ヨハネが最初に登場するのであり、彼は砂漠の獅子である。それ故に、「翼ある獅子」がマルコの象徴となる。
他方、『ルカ福音書』は、母マリアがいかにしてイエズスを身籠もったかを、エリサベツと司祭ザカリアの話より記述しており、ザカリアは司祭として犠牲の牛を献げる役割を持っている。それ故、「翼ある牛」がルカの象徴となる。そして『ヨハネ福音書』は、その冒頭で「はじめに、ロゴス（言葉）があった」と書き始めている。「言葉」は万物を越える高みより、天を翔けて地上へと訪れた。それ故、「鷲」がヨハネの象徴となるのである。

## 新約聖書学での記者
近代より近世にかけて、『新約聖書』を文献学的・歴史学的に吟味し、考察する研究が起こった。19世紀には、高等批評と呼ばれる新約聖書学が成立し、歴史的に誰がこれらの福音書の著者であるのか、各福音書の成立の事情や、相互関係を調べて行くなかで、それぞれの福音書の文書としての成立が、紀元1世紀後半から2世紀初頭に亘ると主張された。
このため、伝統的なイエスの直弟子である使徒が福音書の著者であるという見解は訂正され、マルコ、マタイ、ルカ、ヨハネの四人は、実際に福音書を書いた人の名がこのようなものであったかは別に、直弟子である使徒、または使徒の弟子等ではなく、それぞれに立場を異にする原始キリスト教の信徒ないし信徒集団であったと考えられた。
また、マルコ、マタイ、ルカの三福音書は、その記述内容において、類似したイエスの言葉などが含まれ、相互に比較して見ることができるため、共観福音書と呼ばれるが、これらの共通するイエスの言葉の背景に、先行する『 Q 』（ドイツ語「 Quelle＝資料」の頭文字）と呼ばれる「イエスの語録集」が存在することが考えられた。
現在では、三人の福音書記者、そしてヨハネもまた、この『Q資料』を参照していることは確実であるとされ、ここから、福音書記者たちは、『 Q 』のような語録集や、イエスの奇跡物語集などを元に、編集によって福音書を造ったのだということが確認された。このことは、古来より文献にその名が知られていたが、歴史的に伝承されていなかった『トマス福音書』が、『ナグ・ハマディ写本』の発見と共に、写本のなかより見出されたことにより、更に裏付けが得られた。
四人の福音書記者は、先行する様々な資料を元に、福音書を編集したとしても、それぞれ異なるキリスト理解や、教会理解、教義解釈を持っており、独自に執筆されたことには疑いがない。それぞれの福音書の記者が一人であったのか、または複数の人の共同執筆なのか議論があるが、内容の一貫性からして、ほぼ一人の執筆者が、それぞれの福音書を執筆したと現在では考えられている。
なお、『ルカ福音書』の記者であるルカは、記事の内容や思想的立場、また文体等より、『使徒行伝』の記者でもあると考えられている。（また、『ヨハネの黙示録』の筆者と『ヨハネ福音書』の記者ヨハネは、伝承では同一人物だとされていたが、現在では、思想的にも文体的にも、まったく別人であるとされている）。

## カール・ユングの象徴解釈
分析心理学を提唱したカール・グスタフ・ユングは、神聖数には、「3」と「4」があり、「3」は男性的神聖数で、「4」は女性的神聖数、そして「4」は宇宙の「普遍数」であるとした。キリスト教は、男性系宗教であるため、三位一体に見られるように、「3」を神聖数とするが、しかしそのキリスト教の内部にも、「4」の神聖数が使われているとして、福音書記者が四人であること、それらが、円的な秩序で配置されていることを挙げた。
ユングは心の機能類型というものをまた提唱し、人間の心は、「思考」「感情」の二つの合理機能と、「感覚」「直観」の二つの非合理的機能、あわせて四つの心の機能があるとした。人間は、この四つの心的機能のうち、いずれか一つを「主要機能」として使用するとされ、人間は、主要機能はよく発達させているが、自余の機能は未発達で無意識的であるのが一般とした。
そのことを示す例として、ユングは四人の福音書記者が象徴で表現されるとき、そのなかの一人だけが「人間」で表され、他は動物で象徴されていることを指摘し、人間で象徴されるのが、心の主要機能に対応し、動物で象徴されるのは、未発達で無意識的な残り三つの機能であるとした。
福音書記者の伝統的象徴では、人間を象徴とするのはマタイであるが、マタイが特に、福音書記者のなかで卓越していると言うような意味ではない。